# Łęka Wielka (wieś)
Łęka Wielka – wieś w Polsce położona w województwie wielkopolskim, w powiecie gostyńskim, w gminie Poniec. Wieś jest siedzibą sołectwa Łęka Wielka, w którego skład wchodzi również miejscowość Kopanie.

## Historia
Miejscowość pierwotnie związana była z Wielkopolską. Ma metrykę średniowieczną i istnieje co najmniej od XIII wieku. Wymieniona w dokumencie zapisanym po łacinie z 1282 (oblatowanym w 1570) jako Magna Lanka, 1310 (oblatowanym w 1608) Antiqua Lanka, 1391 Welgalanka, 1396 Magna Løka, 1398 Magna Lanka, 1401 magnum Lanke, 1408 Welka Lanka, 1415 Maius Lanka, 1418 Lanka, 1422 Velicalanka, 1422 Wylga Lanka, 1422 utraque Lanka, 1427 Maior Llanka, 1436 Starolanka, 1445 Lanka Wyelga, 1449 Wyelkalanka, 1464 Lanka Maior, 1469 Magna Lanky, 1510 Magna Lang.
Według zapisu w 1310 książę śląski i wielkopolski, pan Głogowa i Poznania dziedzic Królestwa Polskiego Henryk III głogowski ustanowił dystrykt w Poniecu, a w jego granicach odnotowano m.in. wsie Łęka Wielka i Łęka Mała. W 1410 miejscowość należała do parafii Poniec. W 1445 miejscowość leżała w powiecie kościańskim Korony Królestwa Polskiego.
Miejscowość była wsią szlachecką i należała do lokalnej szlachty wielkopolskiej – Gryżyńskich, Koska-Łęckich, Włoszakowskich, Jurkowskich oraz Opalińskich. W 1400 Jan Gryżyński prowadził spór sądowy z Liskiem Wyskotą z Oporowa o jeden łan w Łecę Wielkiej. W latach 1401–02 Jan Gryżyński oraz Pietrasz Golski z matką oraz braćmi, przy pomocy ujazdu, a także starców opolnych, dokonali w sposób polubowny rozgraniczenia wsi Gola oraz Łęka Wielka. Kolejne takie rozgraniczenia granic wsi miało miejsce w 1418, kiedy to Borek Gryżyński rozgraniczył miejscowość z Krzemieniewem Dobrogosta Koleńskiego, oraz w 1419 kiedy Borek Gryżyński oraz Szczepan i Pietrasz z Brylewa rozgraniczyli ją od wsi Brylewo.
W 1515 Jan Jurkowski kupił z zastrzeżeniem prawa odkupu od swojego brata Andrzeja części, które mu przypadały w działach braterskich we wsiach Mirzewo, Lęka Wielka i Łęka Mała. Tego samego roku zapisał on swojej żonie Dorocie po 200 złotych węgierskich posagu i wiana na częściach w Jurkowie, Mirzewie, Lecę Wielkiej i Łęce Małej. W 1520 część wsi i okolic staje się własnością Opalińskich. Należała do sędziego poznańskiego i starosty generalnego Wielkopolski Piotra. W 1522 zapisał swojej żonie Jadwidze z Tęczyna dobra Radlin oraz części we wsiach Łęka Wielka i Lęka Mała.
W latach 1510–1581 miejscowość odnotowały historyczne spisy podatkowe. W 1510 areał w obu częściach Łęki Wielkiej wynosił 24 łany, w tym 3,5 łana opuszczonego. We wsi były także trzy karczmy, w których okresowo prowadzono wyszynk oraz wiatrak. Wieś posiadał wówczas Jan Turek wraz z innym dziedzicem, a trzy łany należały do sołectwa. W 1530 pobrano podatki od 17 łanów, a sołtys płacił 3 grosze z połowy łana. W 1563 miał miejsce pobór podatków z 26 i 3/4 łana oraz 2,5 łana sołtysa. We wsi było także 8 komorników, karczma doroczna, 4 rzemieślników, wiatrak oraz wyszynk gorzałki. W 1564 we wsi było 15,5 łana. W 1566 26 i 3/4 łana, a także 7 zagrodników, 4 komorników, 5 rzemieślników, karczma doroczna, a w niej wyszynk gorzałki. We wsi stał także wiatrak. W tym roku zarówno sołtys jak i karczmarz posiadający 1/2 łana roli nie zapłacili podatku z powodu pożaru.
Po rozbiorach Polski miejscowość wraz z całą Wielkopolską znalazła się w zaborze pruskim. W okresie Wielkiego Księstwa Poznańskiego (1815–1848) miejscowość należała do wsi większych w ówczesnym pruskim powiecie Kröben (krobskim) w rejencji poznańskiej. Łęka Wielka należała do okręgu gostyńskiego tego powiatu i stanowiła odrębny majątek, którego właścicielem był wówczas (1846) Józef Mycielski. Według spisu urzędowego z 1837 roku wieś liczyła 467 mieszkańców, którzy zamieszkiwali 49 dymów (domostw). W skład majątku Gola wchodziły także: folwark Kopanica (56 osób w jednym domostwie) oraz wieś Bogdanki (4 domy, 26 osób).

## Pałac

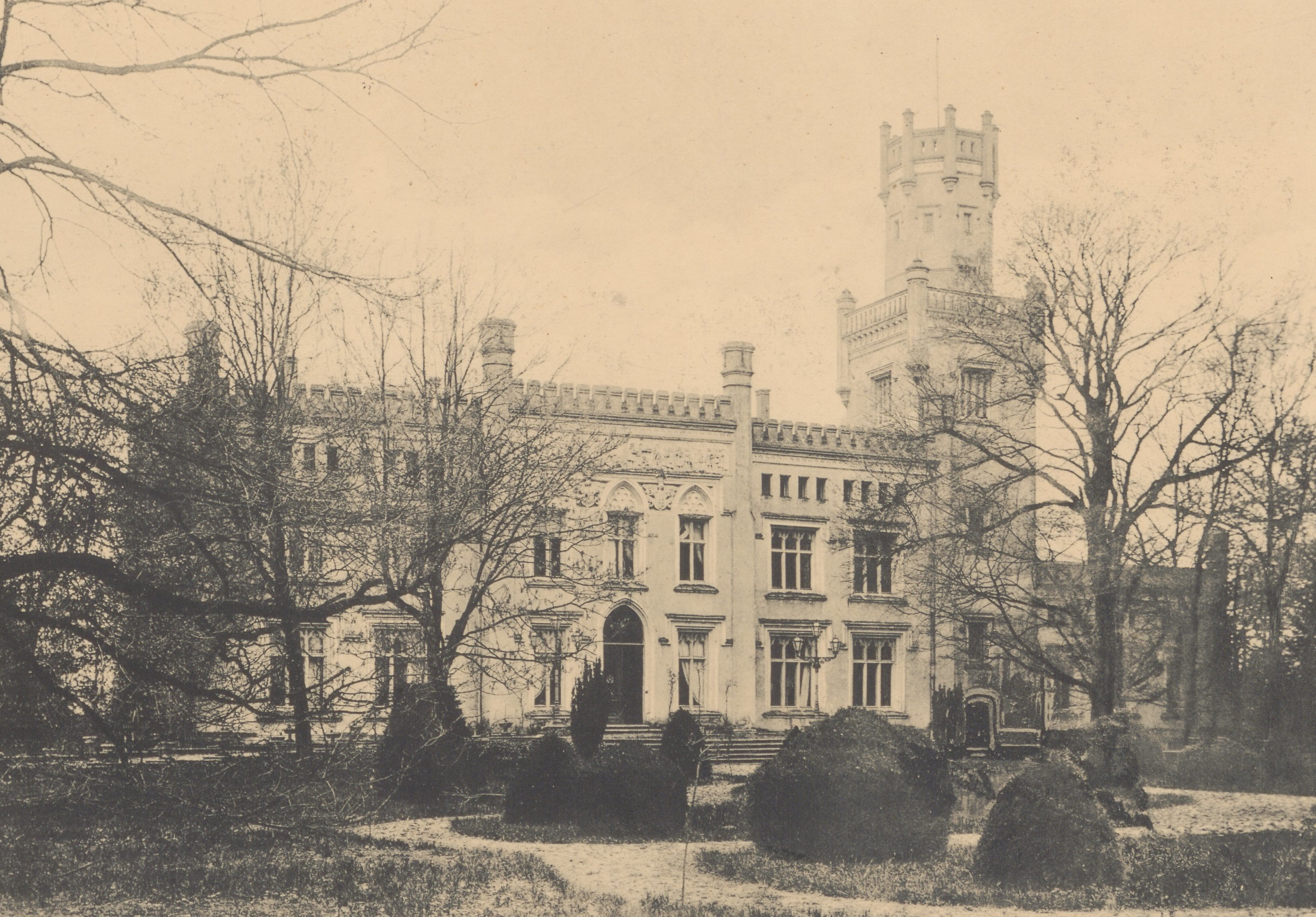
Pałac w Łęce Wielkiej (1912)

W 1865 r. wybudowano z funduszy Leona Mielżyńskiego pałac w stylu gotyku angielskiego. Ryzalit frontowy zawiera płaskorzeźbę upamiętniającą nadanie właścicielom wsi tytułu rycerskiego. W holu sufit kasetonowy z herbami wielkich rodów wielkopolskich, w poszczególnych salach sztukaterie. Pałac otoczony jest parkiem krajobrazowym z okazami sosny wejmutki, platanów i białych topoli. W części folwarcznej znajduje się spichlerz w XIX wieku z boniowanym parterem, nakryty dachem naczółkowym.
Wieś rycerska, własność hrabiego Krzysztofa Mielżyńskiego, położona była w 1909 roku w powiecie gostyńskim rejencji poznańskiej w Wielkim Księstwie Poznańskim.
W latach 1975–1998 miejscowość administracyjnie należała do województwa leszczyńskiego.

## Osoby związane z Łęką Wielką
- Jan Brzeskot – działacz związkowy i narodowy, redaktor, radny Rady Miejskiej w Katowicach, poseł na Sejm Śląski III kadencji[7]
- Jerzy Doerffer – profesor, nestor polskiego okrętownictwa
- Borys Kaźmierczak – muzyk, klarnecista[8]
- Mariusz Kwaśniewski – dziennikarz Radia Merkury[9]